# Ранник
Ра́нник (Scrophularia) — рід багаторічних рослин родини ранникових, що об'єднує 310 видів. Його представники належать до трав'янистих рослин та напівчагарників, поширених у помірних та субтропічних регіонах Північної пікулі, переважно у Середземномор'ї. В Україні зростає від 10 до 12 видів ранників, з яких 4 занесені до Червоної книги України. Господарське значення цього роду невелике, деякі його представники використовують у народній медицині для загоювання ран, звідки власне і походить назва «ранник».
В Україні — 12 видів. Найпоширеніші:
- Ранник шишкуватий або Ранник вузлуватий (Scrophularia nodosa L.), довгорічна рослина з м'ясистим бульбистим кореневищем, стебло 40 — 125 см заввишки, медоносна. Росте в лісах і на луках на півночі України, на півдні зрідка.
- Ранник крилатий (S. alata Gilib.-S. aquatica Ledeb.), багаторічна рослина, стебло до 120 см заввишки. Росте на болотах, луках у ліс. та лісостеп. смугах, у степ. районах і в горах Криму рідко.

Ранники мають велику кількість сапонінів, отруйних для великої рогатої худоби та коней. У народній медицині вживають для лікування ран; у народній ветеринарії лікують хворих свиней.

## Заготівля і зберігання
Для виготовлення ліків використовують траву (Herba Scrophulariae nodo sae) і кореневище (Rhizoma Scro phulanae nodosae). Траву заготовляють в період цвітіння рослини, зрізуючи верхівки стебел завдовжки 30 см. Кореневища копають восени. Зібрану сировину сушать у затінку на відкритому повітрі або в приміщенні, яке добре провітрюється. Сухої сировини виходить 20%. Зберігають у щільно закритих банках або бляшанках, дотримуючись правил зберігання отруйних рослин. Рослина неофіцинальна.

## Поширення
Ранник вузлуватий росте на всій території України (на півдні рідше) на луках, серед чагарників, у лісах.

## Хімічний склад
У траві й кореневищах рослини є алкалоїди, отруйний сапонін, флавоноїд гесперидин, дубильні й смолисті речовини та органічні кислоти (масляна корична яблучна).

## Фармакологічні властивості і використання
При призначенні всередину препарати ранника вузлуватого виявляють дермотонічну, протиалергічну, болетамувальну і протисвербцеву дію. Зважаючи на це, настій кореневищ п'ють при сверблячих висипах на шкірі й запаленні лімфатичних вузлів, а настій трави — при кропивянці. Крім того, настій кореневищ рекомендується при скрофульозі, зобі, новоутвореннях і суглобовому ревматизмі. При зовнішньому застосуванні препарати ранника вузлуватого діють протизапально, тамують біль, заспокоюють свербіння, прискорюють гоєння ран. Настій кореневищ використовують для компресів (2-3 рази на день при фурункулах і свербінні шкіри), примочок (2-3 рази на день при геморої) і полоскання (при ангінах). Свіжу потовчену траву або порошок із сушеної трави використовують для гоєння ран. Припарки з сушеної трави застосовують при абсцесах. У гомеопатії використовують есенцію з свіжої трави.

## Види
| - Scrophularia aequilabris - Scrophularia alaschanica - Scrophularia amana - Scrophularia amplexicaulis - Scrophularia aquatica — ранник крилатий - Scrophularia arguta - Scrophularia atrata - Scrophularia atropatana - Scrophularia auriculata - Scrophularia balbisii - Scrophularia bitlisica - Scrophularia buergeriana - Scrophularia californica - Scrophularia candelabrum - Scrophularia canina - Scrophularia capillaris - Scrophularia carduchorum - Scrophularia catariifolia - Scrophularia chasmophila - Scrophularia chlorantha - Scrophularia chrysantha - Scrophularia cinerascens - Scrophularia crenophila - Scrophularia cretacea — ранник крейдовий - Scrophularia cryptophila - Scrophularia delavayi - Scrophularia dentata - Scrophularia depauperata - Scrophularia desertorum - Scrophularia diplodonta - Scrophularia divaricata - Scrophularia donetzica — ранник донецький - Scrophularia elatior - Scrophularia erzincanica - Scrophularia fargesii - Scrophularia floribunda - Scrophularia formosana - Scrophularia frigida - Scrophularia frutescens - Scrophularia glabrata - Scrophularia grandiflora - Scrophularia granitica — ранник гранітний | - Scrophularia gypsicola - Scrophularia henryi - Scrophularia herminii - Scrophularia heucheriiflora - Scrophularia hopii - Scrophularia hypericifolia - Scrophularia hypsophila - Scrophularia hyssopifolia - Scrophularia ilwensis - Scrophularia incisa - Scrophularia juratensis - Scrophularia kansuensis - Scrophularia kakudensis - Scrophularia kiriloviana - Scrophularia kotschyana - Scrophularia kurdica - Scrophularia laevigata - Scrophularia laevis - Scrophularia lanceolata - Scrophularia lepidota - Scrophularia lhasaensis - Scrophularia libanotica - Scrophularia lijiangensis - Scrophularia lucida - Scrophularia luridiflora - Scrophularia macrantha - Scrophularia macrobotrys - Scrophularia macrocarpa - Scrophularia mapienensis - Scrophularia marilandica - Scrophularia meridionalis - Scrophularia mersinensis - Scrophularia mesopotamica - Scrophularia modesta - Scrophularia moellendorffii - Scrophularia myriophylla - Scrophularia nachitschevanica - Scrophularia nankinensis - Scrophularia neesii - Scrophularia ningpoensis - Scrophularia nodosa — ранник вузлуватий - Scrophularia olympica | - Scrophularia orientalis - Scrophularia paphlagonica - Scrophularia parviflora - Scrophularia pauciflora - Scrophularia pegaea - Scrophularia peregrina - Scrophularia peyronii - Scrophularia pinardii - Scrophularia pruinosa - Scrophularia przewalskii - Scrophularia pulverulenta - Scrophularia pumilio - Scrophularia rimarum - Scrophularia rubricaulis - Scrophularia sambucifolia - Scrophularia scariosa - Scrophularia schmitzii - Scrophularia scopolii - Scrophularia scorodonia - Scrophularia serratifolia - Scrophularia sosnowskyi - Scrophularia souliei - Scrophularia spicata - Scrophularia striata - Scrophularia stylosa - Scrophularia subaequiloba - Scrophularia sublyrata - Scrophularia taihangshanensis - Scrophularia thesioides - Scrophularia trichopoda - Scrophularia umbrosa - Scrophularia urticifolia - Scrophularia variegata - Scrophularia vernalis — ранник весняний - Scrophularia versicolor - Scrophularia villosa - Scrophularia xanthoglossa - Scrophularia xylorrhiza - Scrophularia yoshimurae - Scrophularia yunnanensis - Scrophularia zuvandica |